# Comuna Mîkolaiivka, Mena
Mîkolaiivka (în ucraineană Миколаївка) este o comună în raionul Mena, regiunea Cernihiv, Ucraina, formată din satele Hreblea, Mîkolaiivka (reședința), Moșcine, Murivka și Podîn.

## Demografie
Componența lingvistică a comunei Mîkolaiivka
     Ucraineană (98,59%)
     Alte limbi (0,8%)
Conform recensământului din 2001, majoritatea populației comunei Mîkolaiivka era vorbitoare de ucraineană (98,59%), existând în minoritate și vorbitori de alte limbi.